# ニラーヴ・シャー
ニラーヴ・シャー（Nirav Shah、1974年11月16日 - ）は、インドの撮影監督。2004年に撮影監督デビューした後、ヒンディー語映画、テルグ語映画、タミル語映画、マラヤーラム語映画でヒット作の撮影に参加した。

## キャリア
ニラーヴは著名な撮影監督のアシスタントとしてテレビ広告やミュージックビデオ、短編映画の撮影に関わった後、2004年のヒンディー語映画『Paisa Vasool』で長編映画の撮影監督を務め、続けて『Intequam』に参加した。同年に参加したブロックバスター映画『Dhoom』で称賛を浴び、知名度を上げた。2005年にタミル語映画監督のリングスワーミの依頼で『Sandakozhi』の撮影を担当し、2006年にはヴィシュヌヴァルダンの『Pattiyal』の撮影を手掛けて成功を収め、ニラーヴと音楽監督ユーヴァン・シャンカル・ラージャーはタミル語映画界における最高のチームと評価された。その後もヴィシュヌヴァルダンの『Arinthum Ariyamalum』『Billa』『Sarvam』で撮影監督を務め、これらの作品の成功によりニラーヴはタミル語映画で最も人気のある撮影監督の地位を確立した。
2006年にヒンディー語映画『Banaras』『Dhoom 2』の撮影監督を務め、2007年にプラブデーヴァーの『Pokkiri』、プシュカル&ガーヤトリの『Oram Po』に参加した。2008年にシャンカルから『ロボット』の撮影監督のオファーを受けたが、ヴィシュヌヴァルダンの『Sarvam』への参加が決まっていたため辞退している。2009年にプラブデーヴァーの『Wanted』、A・L・ヴィジャイの『Madrasapattinam』の撮影を担当した。2008年からチェンナイのラジーヴ・ガンディー通りに10億ルピーを投じた映画スタジオの建設を進めている。

## 受賞歴
タミル・ナードゥ州映画賞 撮影賞
- 『Billa』（2007年）[7]
- 『Kaaviya Thalaivan』（2014年）[8]